# Wilhelm Adam (General, 1877)

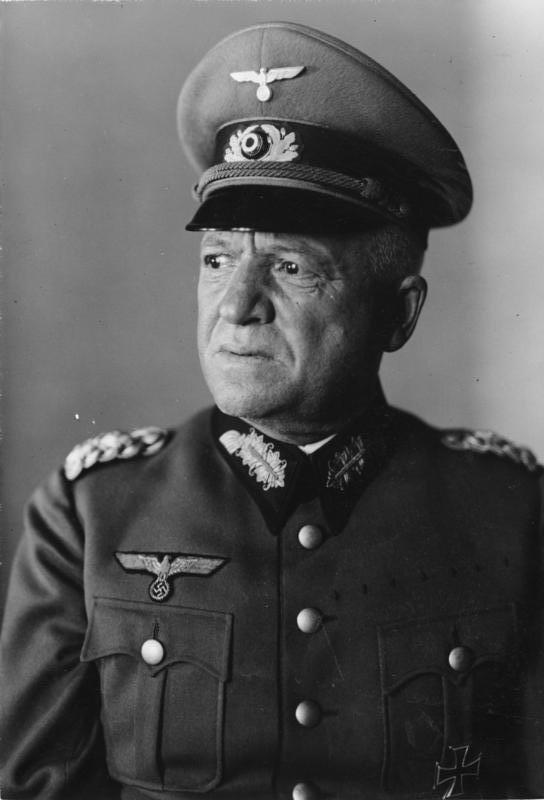
Wilhelm Adam (1938)

Wilhelm Adam (* 15. September 1877 in Ansbach; † 8. April 1949 in Garmisch-Partenkirchen) war ein deutscher Heeresoffizier, ab 1939 Generaloberst im Heer der Wehrmacht.

## Leben

### Familie
Seine Eltern waren der Amberger Kaufmann Theodor Adam (* 1850) und dessen Ehefrau Maria Margaretha, geborene Engerer (* 1853). Er heiratete am 29. September 1906 Isabella Buchner. Aus der Ehe gingen zwei Kinder hervor.

### Bayerische Armee
Adam trat nach dem Besuch eines Humanistischen Gymnasiums 1897 als Zweijährig-Freiwilliger in das Eisenbahnbataillon der Bayerischen Armee ein. Im Jahr 1899 wurde er Leutnant. Von 1907 bis 1910 absolvierte Adam die Kriegsakademie, die ihm die Qualifikation für den Generalstab aussprach. Im Jahr darauf wurde er zum Hauptmann befördert und zur Fortifikation Ingolstadt versetzt. 1912 folgte seine Ernennung zum Kompaniechef im ebenfalls in Ingolstadt stationierten 3. Pionier-Bataillon.
Zu Beginn des Ersten Weltkriegs kam er mit dem Bataillon in Lothringen und Frankreich zum Einsatz. Später diente Adam in verschiedenen Divisions- und Armeestäben. Im Dezember 1917 wurde er zum Major befördert. Adam wurde während des Krieges mehrfach ausgezeichnet, unter anderem mit beiden Klassen des Eisernen Kreuzes, der Prinzregent-Luitpold-Medaille, dem Bayerischen Militär-Verdienstorden III. Klasse mit Schwertern sowie dem Ritterkreuz I. Klasse des Albrechts-Ordens mit Schwertern.

### Weimarer Republik
Nach dem Krieg wurde Adam in die Reichswehr übernommen und von 1923 bis 1924 als Bataillonskommandeur in Passau verwendet. Von 1924 bis 1927 war er Chef des Stabes des Wehrkreises VII in München, anschließend Kommandeur des 19. (Bayerisches) Infanterie-Regiments und Oberst. Als Chef des Stabes des Gruppenkommandos I wechselte er 1929 nach Berlin, am 1. Februar 1930 wurde er zum Generalmajor ernannt. Am 1. Oktober 1930 wurde Adam zum Chef des Truppenamtes ernannt, das als getarnter Platzhalter für den seit dem Versailler Vertrag verbotenen Generalstab des Heeres fungierte. Am 1. Dezember 1931 erfolgte die Beförderung zum Generalleutnant.

### Zeit des Nationalsozialismus
Ab dem 1. Oktober 1933 diente er als Befehlshaber im Wehrkreis VII und wurde somit gleichzeitig Kommandeur der 7. Division. Im Rahmen der Aufrüstung der Wehrmacht unter Hitler wurde Adam 1935 General der Infanterie und Kommandierender General des VII. Armeekorps. Ab dem 1. Oktober desselben Jahres übernahm er das Kommando über die neu gegründete Wehrmachtakademie. Dieses Kommando war ein Abschiebeposten, auf den Adam versetzt wurde, nachdem er seinen Vorgesetzten, den Reichskriegsminister Werner von Blomberg, kritisiert hatte. Noch als Chef des Truppenamtes hatte er 1933 einen Bericht geschrieben, in dem er die Wehrmacht als nicht fähig bezeichnete, einen großen Krieg zu führen. Bemerkungen wie „Man solle sich hüten, das Volk trunken zu machen“ und „wie könne man einen Krieg führen, wenn nicht einmal jeder Soldat einen Helm habe“ waren seiner Karriere nicht förderlich. Adam verfolgte dennoch das Ziel, die Akademie zu einer Kaderschmiede für den Generalstab der Wehrmacht aufzubauen. Dies gelang ihm jedoch nicht, die Wehrmachtakademie wurde nach seinem Weggang wieder geschlossen.
Adam wurde wegen seiner kritischen Haltung gegenüber dem Ausbau des Westwalles und Hitlers riskanten Kriegsplänen von diesem als Bremser und Defätist bezeichnet. Adams letzte Versetzung war die Ernennung zum Oberbefehlshaber des Heeresgruppenkommando 2 in Kassel im Frühjahr 1938.
Als sich 1938 die Sudetenkrise zuspitzte, war Adam zusammen mit Ludwig Beck, seinem Nachfolger als Generalstabschef des Heeres, an der Septemberverschwörung beteiligt. In diese weihte er auch den pensionierten ehemaligen Chef der Heeresleitung, Generaloberst Kurt von Hammerstein-Equord, ein und versicherte ihm, dass er und Beck Hitler verhaften würden. Aufgrund des Münchner Abkommens wurden dieses Pläne jedoch wieder aufgegeben.
Im Oktober 1938 reichte er seinen Abschied ein, um seiner Entlassung zuvorzukommen. Am 10. November 1938 wurde er aus dem aktiven Dienst entlassen und am 31. Dezember 1938 mit dem Charakter als Generaloberst in den Ruhestand versetzt. Er erhielt die Berechtigung, die Uniform des Gebirgsjäger-Regiments 98 – damals in Mittenwald und Garmisch-Partenkirchen stationiert – zu tragen, wohl in Anerkennung seines Interesses, bereits als Oberst, später als Chef des Truppenamtes, die Gebirgstruppe zu fördern und auszubauen. Dieser Ausbau begann während seiner Zeit als Befehlshaber im Wehrkreis VII mit der Aufstellung einer Gebirgs-Brigade, aus der dann später die verschiedenen Gebirgsdivisionen hervorgingen.
Kurz vor dem Beginn des Zweiten Weltkriegs wurde Adam am 26. August 1939 zur Verfügung der Wehrmacht gestellt, ohne jedoch eine Verwendung zu erhalten. Seine Mobilmachungsbestimmung wurde am 31. Mai 1943 aufgehoben.
Seine kritische Haltung gegenüber dem Krieg brachte ihn 1944 nochmals in Schwierigkeiten, nachdem er sich in einer Skatrunde bei Richard Strauss pessimistisch über den Kriegsausgang geäußert hatte.

### Nachkriegszeit
Während der Nürnberger Prozesse stellte sich Adam als Zeuge zur Verfügung.
Der seitens der Bundeswehr in den fünfziger Jahren geplanten und vorgeschlagenen Kasernenbenennung nach ihm in Garmisch-Partenkirchen stimmte seine Witwe nicht zu. Die von ihm und seinen beiden im Weltkrieg gefallenen Söhnen noch erhaltenen Militaria befinden sich seit 1996 im Militärhistorischen Museum der Bundeswehr in Dresden und haben vor dem Umbau des Gebäudes in einer Ausstellung Platz gefunden.
Seine schriftlichen Aufzeichnungen aus den Jahren 1920 bis 1945, etwa 700 handschriftliche Seiten, befinden sich im Militärarchiv Freiburg.